# حوزه انتخابیه سیزدهم جورجیا
حوزه انتخابیه سیزدهم جورجیا یک حوزه انتخابیه مجلس نمایندگان آمریکا است که در ایالت جورجیا قرار دارد.